# Platzi
Platzi (originalmente Mejorando.la) es una plataforma latinoamericana de educación en línea. Fue fundada en 2011 por el emprendedor colombiano Freddy Vega y por el informático guatemalteco Christian Van Der Henst.

## Historia
Platzi fue fundada en EEUU por Freddy Vega y Christian Van Der Henst en 2011. La idea de la plataforma nació de una transmisión en vivo que era presentada por los fundadores semanalmente. Inicialmente, se llamaron «Mejorando.la» y luego de un proceso de internacionalización se modificó el nombre a «Platzi» en 2014.
En 2018, la empresa recibió su primera financiación, cuando sus fundadores aplicaron al programa de aceleración para startups Y combinator. Las oficinas centrales de la empresa se encuentran ubicadas en tres ciudades: Bogotá (Colombia), Ciudad de México (México) y San Francisco (Estados Unidos). En el mismo año lograron obtener $2.1 millones de dólares de fondos provenientes de aceleradoras como Omidyar Network y 500 Startups.
En 2019, la compañía obtuvo $6.1 millones de dólares en financiamiento, con los que lograron expandirse a España y Brasil.
La compañía cuenta con más de 200 empleados, y los fundadores fueron nominados al galardón «Entrepreneurs of the Year» («Emprendedores del año») en 2019.
En diciembre de 2021 se anuncia el cierre de una nueva serie de financiamiento por un valor de $62 millones de dólares.

## Población estudiantil
En 2017 hubo aproximadamente 370 000 estudiantes en la plataforma, principalmente en México, Colombia, España, y los Estados Unidos. En 2018 la plataforma obtuvo la cifra de 600 000 estudiantes, y en 2019 logró sobrepasar el 1 000 000 de estudiantes activos.
En 2019, Platzi lanzó 1 000 becas en colaboración con Facebook para estudiantes de Brasil, Colombia y México.